# Margalaksana (Bungbulang)
Margalaksana is een bestuurslaag in het regentschap Garut van de provincie West-Java, Indonesië. Margalaksana telt 3142 inwoners (volkstelling 2010).